# Andrej Moiseev
Andrej Sergeevič Moiseev (in russo Андрей Сергеевич Моисеев?; Rostov sul Don, 3 giugno 1979) è un pentatleta russo, secondo della storia ad aggiudicarsi per due volte l'oro olimpico (ad Atene 2004 e Pechino 2008).

## Palmarès
In carriera ha conseguito i seguenti risultati:
- Giochi olimpici:

Atene 2004: oro nell'individuale.
Pechino 2008: oro nell'individuale.
- Mondiali:

Millfield 2001: bronzo nella gara a squadre.
Mosca 2004: oro nella gara a squadre e nella staffetta.
Varsavia 2005: oro nella gara a squadre e bronzo nell'individuale.
Budapest 2008: oro nella gara a squadre.
Mosca 2011: oro nell'individuale e nella gara a squadre.
- Europei

Usti nad Labem 2003: oro nella gara a squadre.
Montepulciano 2005: argento nella gara a squadre.
Budapest 2006: argento nell'individuale e bronzo nella gara a squadre.
Riga 2007: oro nella gara a squadre.
Mosca 2008: oro nella gara a squadre e nell'individuale.
Medway 2011: oro nell'individuale.
Sofia 2012: oro nella gara a squadre.